# Mateo Núñez de Sepúlveda
Mateo Núñez de Sepúlveda fue un pintor español nacido en Cádiz en 1611 y fallecido en Madrid en 1660. 

## Inicio
Juan Agustín Ceán Bermúdez, de quien proceden las primeras noticias, dice que en 1640, residiendo en Sevilla, fue nombrado por Felipe IV pintor, dorador y maestro mayor de la pintura de las armadas de la mar océano, en atención a sus méritos y a haber ofrecido el pago de quinientos ducados al contado a su majestad con ocasión de guerra. Su labor fue la de pintor de banderas y otros aderezos en las naves. Dio comienzo a esta tarea en Cádiz un año más tarde, mostrándose hábil pintor de sargas en las que ocasionalmente incluía algunas figuras, «con correcto dibujo y muy buen colorido». Lo mismo repite Cambiaso y Verdes en sus Memorias para la biografía y la bibliografía de la isla de Cádiz, cuya única fuente de información es el Diccionario de Ceán. Ninguno de los dos indican fecha y lugar de nacimiento ni de muerte.